# Buslijn 33 (Amsterdam)
Buslijn 33 is een buslijn in Amsterdam die werd gereden door het GVB. De lijn verbond de Amsterdamse wijk Nieuwendam-Noord met het Centraal Station. Van 1 januari 1975 tot juni 1981 waren de lijnen 14 en 33 gekoppeld tot één lijn 33 en worden dan ook beide chronologische in dit artikel behandeld.

## Geschiedenis

### Lijn 14 I
Op 7 april 1908 werd door toen nog de Gemeentetram Amsterdam op proef een buslijn 14 ingesteld tussen de van Hallstraat, Marnixplein, Westerstraat en Dam. De proef mislukte echter en deze lijn 14 werd op 25 juni 1908 weer opgeheven.

### Lijn 14 II

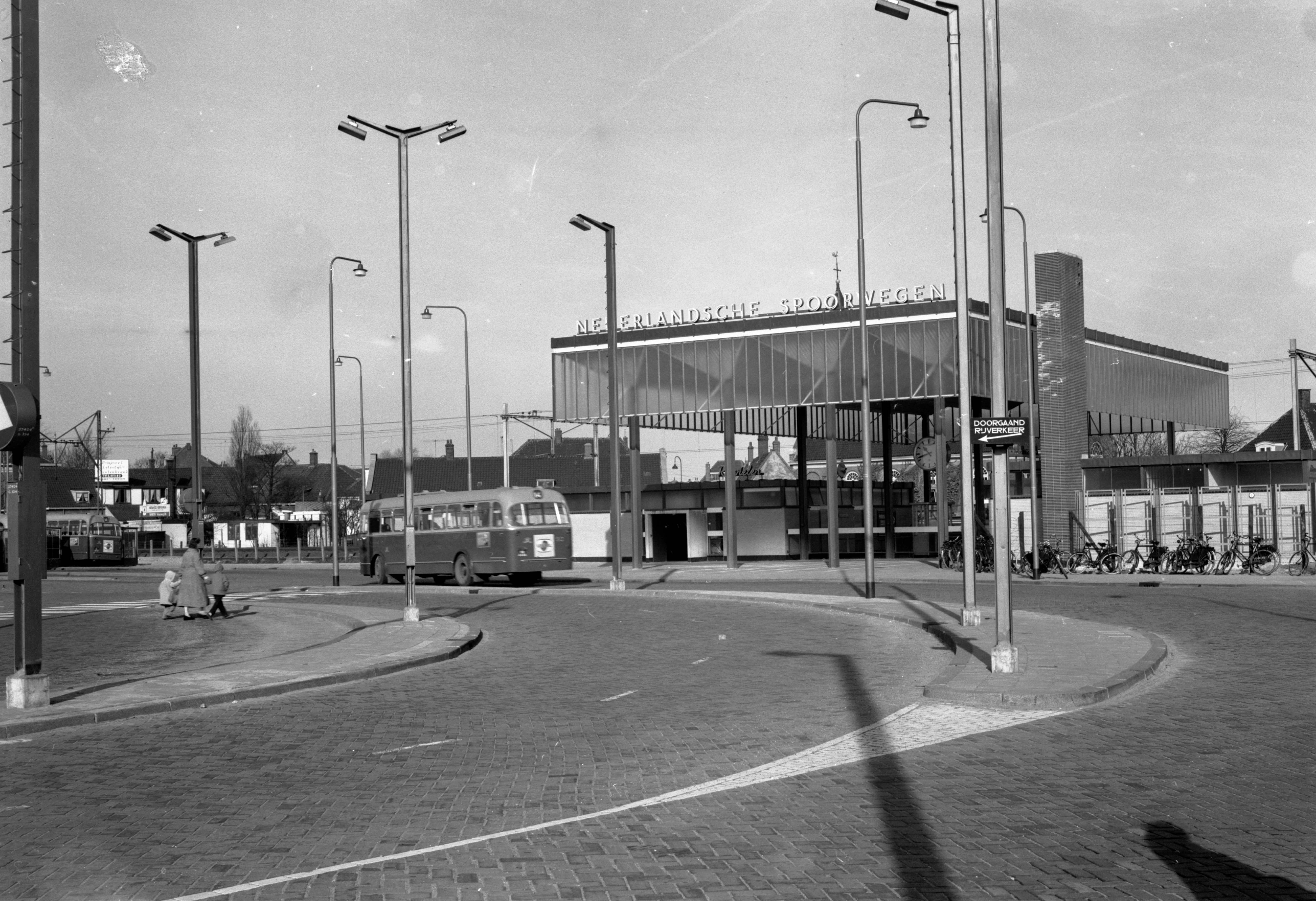
Bus 30 van lijn 14 voorplein station Sloterdijk 1957

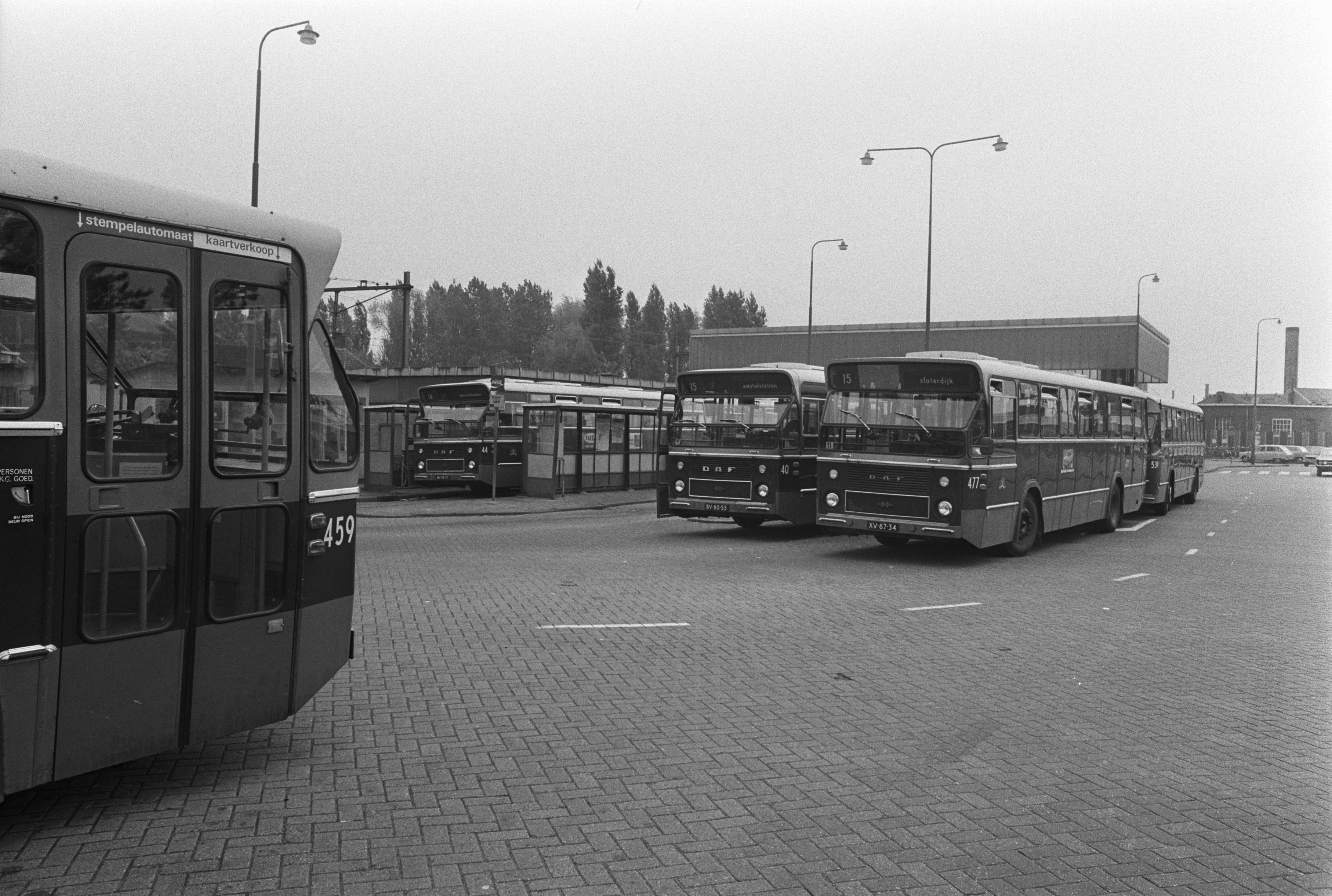
Links een DAF-Hainje op lijn 14 op 3 mei 1974 standplaats Sloterdijk

De tweede buslijn 14 werd op 6 oktober 1954 ingesteld ter vervanging van de lokaaldienst naar Sloterdijk van de NZH, de zg. Kikker, maar ging in plaats van naar de Spuistraat naar het Centraal Station rijden. Op 3 juni 1956 werd de lijn verlegd naar de Molenwerf voor het nieuwe Station Sloterdijk. Aanvankelijk moest nog via de Bestevâerstraat worden gereden door de aanwezigheid van de NZH-tram op de Admiraal de Ruijterweg. Op 1 september 1956 werd de lijn verlegd naar de Jan van Galenstraat in plaats van de De Clercqstraat. In maart 1959 werd de lijn gecombineerd met lijn 21 waarbij op het traject tot de Admiraal de Ruijterweg om en om werd gereden. In de middagspits was op lijn 21 staduitwaarts van 10 september 1962 tot en met 30 december 1977 een uitstapverbod van kracht en werden de passagiers tot het Hugo de Grootplein verwezen naar lijn 14, sinds 1975 lijn 33.

### Lijn 33 (1969-1974)
Op 28 september 1969 werd de lijn ingesteld om de drukke buslijn 32 te ontlasten en kreeg gelijktijdig een andere kortere en snellere route. Lijn 33 begon op het Waterlandplein en reed via de IJdoornlaan, J.Drijverweg, J.H. van Heekweg naar het Buikslotermeerplein en vandaar via de Waddenweg in Tuindorp Buiksloot en de Johan van Hasseltweg door de IJtunnel en over de Prins Hendrikkade naar het Centraal Station.

### Lijn 14/33
Op 6 oktober 1974 werden de lijnen 14 en 33 exploitatief gekoppeld. De lijn werd gereden vanuit garage noord. Omdat het voor de chauffeurs te veel werk was om op het Stationsplein steeds alle lijnfilms te veranderen van 14 naar 33 en omgekeerd reden de bussen opzij en achter blanco ingefilmd rond. Voor de passagiers waren het echter nog 2 aparte lijnen zodat doorgaande reizigers moesten overstappen, maar dan vaak dezelfde bus en chauffeur aantroffen.

### Lijn 33 (1975-1981)

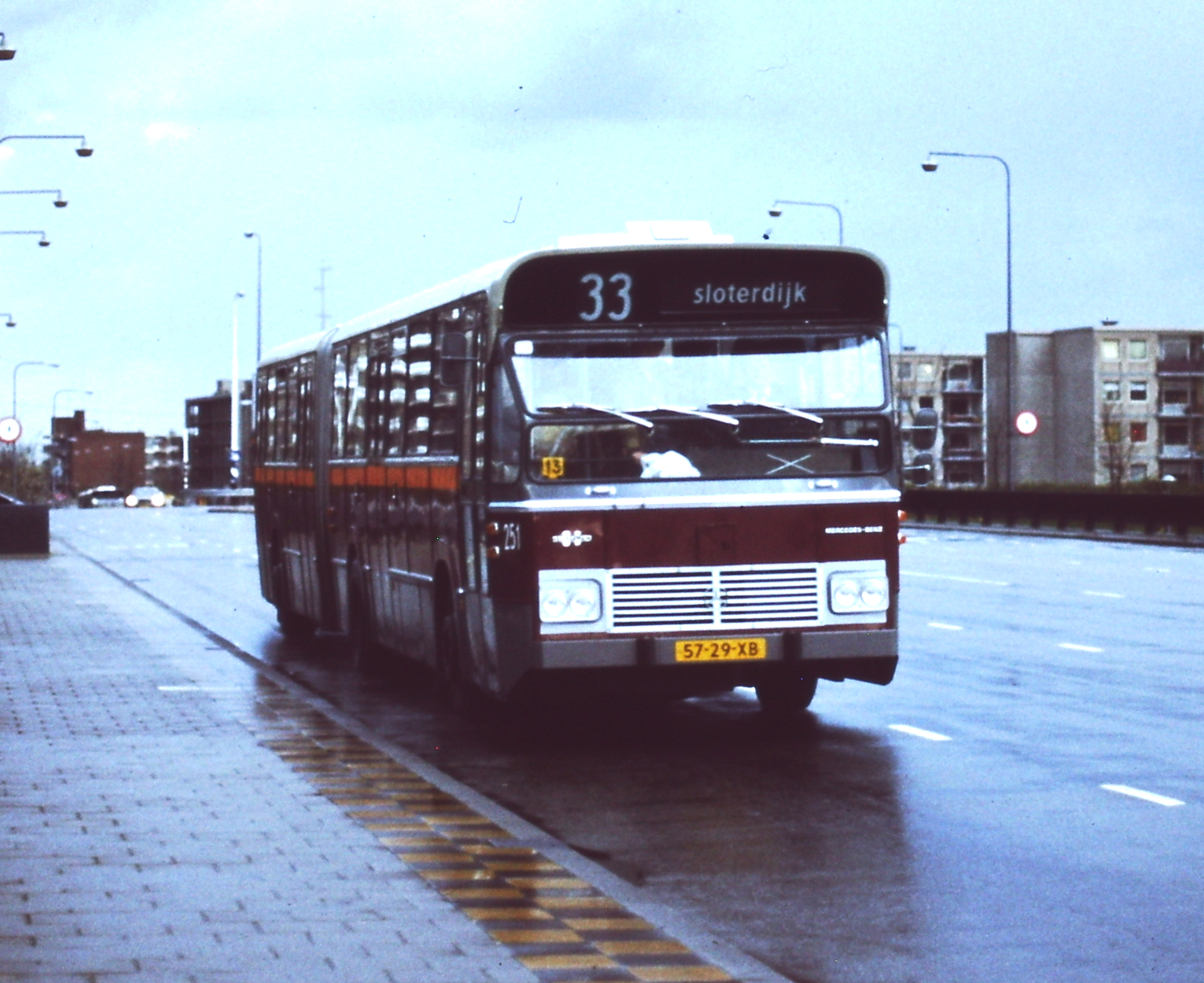
Een gelede Mercedes-Hainjebus van lijn 33 in Noord op weg naar Sloterdijk

Omdat dit voor de passagiers erg verwarrend was werden de lijnen 14 en 33 op 1 januari 1975 samengevoegd tot één lijn 33 van Nieuwendam-Noord via het Centraal Station, Rozengracht, Jan van Galenstraat en Admiraal de Ruijterweg naar Station Sloterdijk. De zij en achterfilms konden weer worden ingefilmd. Omdat lijn 33 met name in de spitsuren veel drukker was dan lijn 14 reden in de spitsuren ook bussen alleen tussen Noord en het Centraal Station als korttraject dienst en bestonden er leegritten in de tegenspitsrichting.
Op 1 oktober 1978 werd de route tussen de Nieuwe Purmerweg en het en het Meeuwenei non-stop verlegd via de Nieuwe Leeuwarderweg in plaats van via de Waddenweg behalve bepaalde tijd in de avonduren in verband met afstemming met lijn 32.

### Lijn 14 III

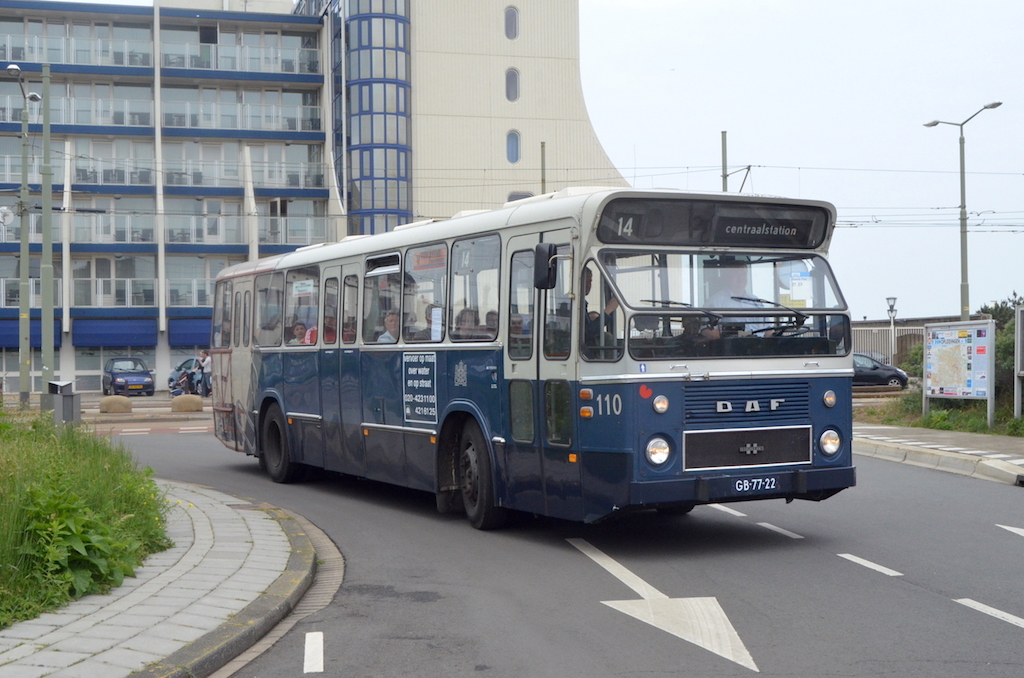
CSA-1 110 ingefilmd als lijn 14 in 2016

In juni 1981 werd lijn 33 weer gesplitst in de oorspronkelijke lijnen 14 en 33. Op 20 september 1982 werd buslijn 14 vervangen door tramlijn 14. Het traject tussen de Raadhuisstraat en het Centraal station verviel echter.

### Lijn 33 (sinds 1981)

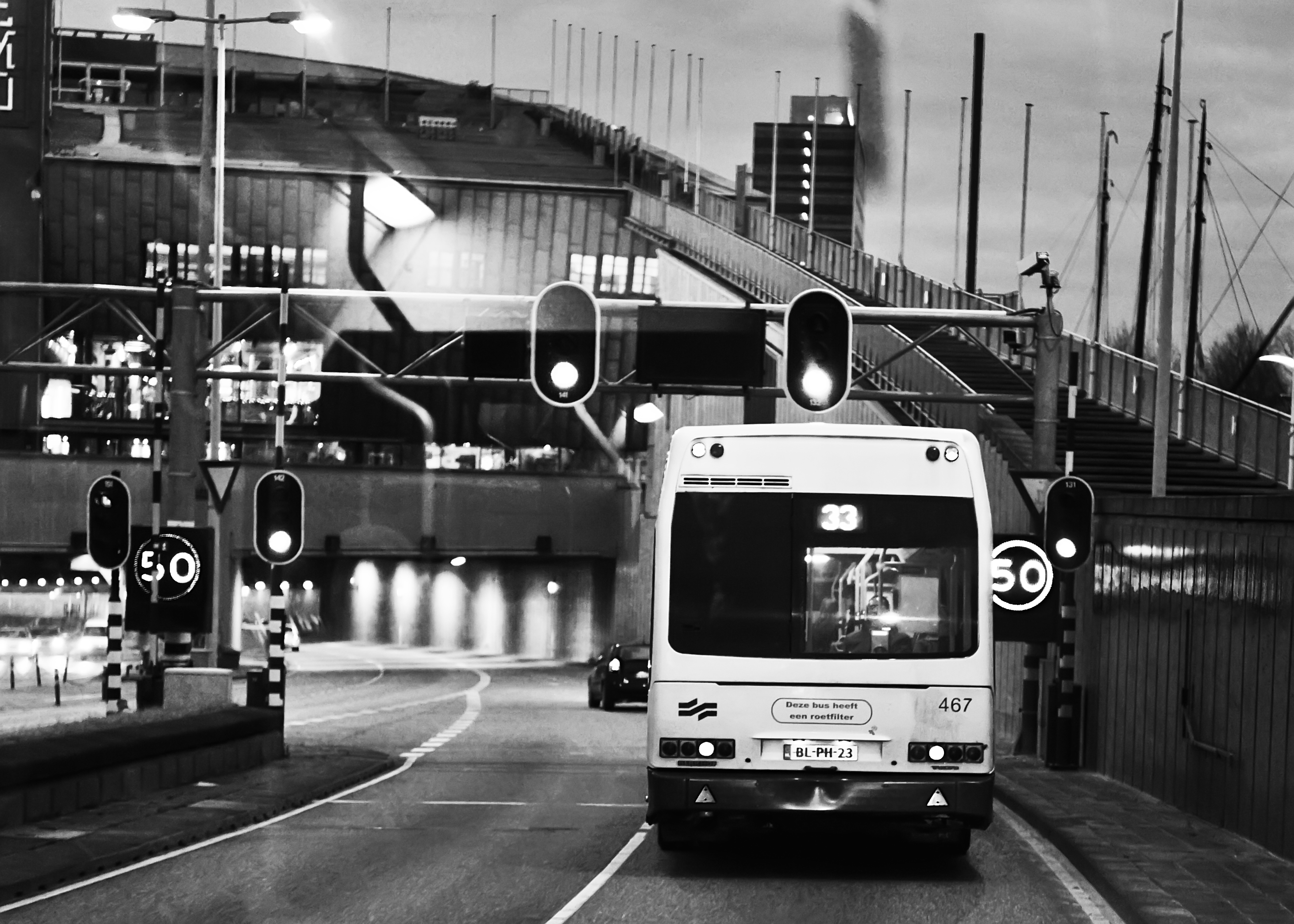
Een Volvo-Berkhofbus van lijn 33 rijdt de IJtunnel in.

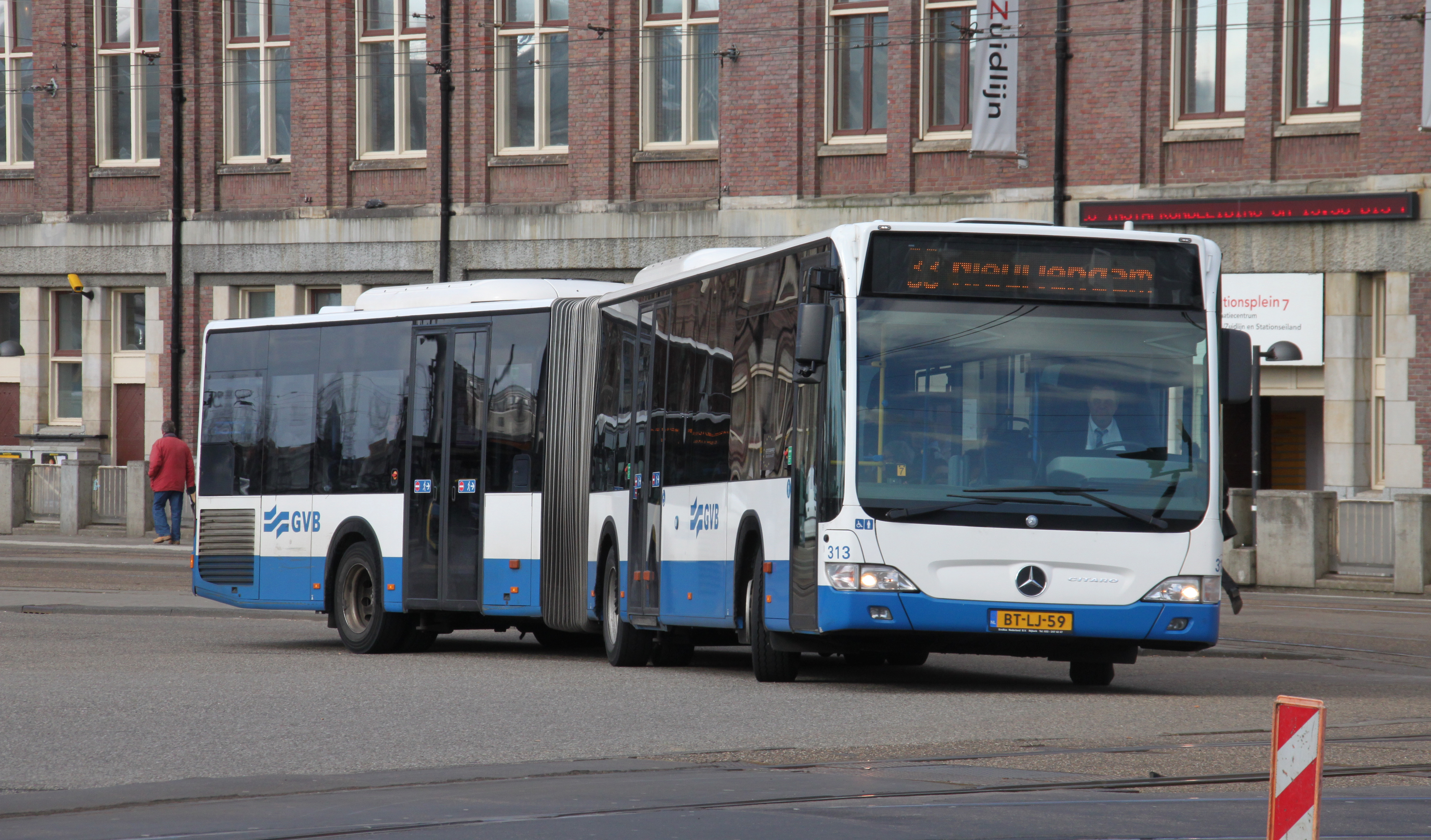
Gelede Citarobus 313 op lijn 33 voor het Centraal Station.

Door werkzaamheden rond de Nieuwezijds Voorburgwal moest lijn 33 tijdelijk worden ingekort tot het Stationsplein. 
Omdat de tak naar Sloterdijk in september 1982 zou worden vervangen door de gereincarneerde tramlijn 14 was men voornemens om het verlaten traject van lijn 14 te vervangen door een verlenging van lijn 33 naar de Spuistraat bij het Telecommunicatiegebouw. Hiermee zouden de bewoners uit noord een rechtstreekse verbinding met de Dam behouden. Wegens moeilijkheden met de draaicirkel voor de gelede bussen in de smalle Spuistraat en Paleisstraat en kosten ging dit echter niet door en werden de passagiers verwezen naar andere tram en buslijnen. Lijn 33 reed voortaan weer alleen tussen Nieuwendam-Noord en het Centraal Station.
Op 28 mei 2006 verviel de non-stop route via de Nieuwe Leeuwarderweg en reed de lijn weer via de Waddenweg. Op 17 september 2006  werd het eindpunt Nieuwendam-Noord verplaatst van het Waterlandplein naar de IJdoornlaan in verband met de renovatie van het winkelcentrum. Afgezien van deze verplaatsing rijdt lijn 33 weer zijn oorspronkelijke route uit 1969. Op 14 december 2014 kreeg de lijn zijn eindpunt op het busstation IJzijde achter het Centraal Station.
Op 22 juli 2018 bij de ingebruikname van de Noord/Zuidlijn werd de lijn opgeheven waarbij de passagiers worden verwezen naar de lijnen 37 en 38 met overstap op de metro.

## Exploitatie
Van 1969 tot 1977 reed lijn 33 met standaardbussen, waarbij in de spitsuren in de tegenspitsrichting leegritten via de kortste route plaatsvonden. Ook werden tussen 1975 en 1977 extra ritten gereden op het noordelijke gedeelte van lijn 33.
Vanaf oktober 1977 rijdt de lijn met gelede bussen (met uitzondering van de periode september tot en met november 1986). Hierbij hebben ook gehuurde gelede bussen afkomstig uit Duitsland en Luxemburg gereden.
De lijn was een van de drukste buslijnen van Amsterdam en reed in de spitsuren om de 5 minuten, daarbuiten om de 7,5 minuten (zaterdag 6 minuten), in de avonduren om de 10 minuten en in de weekeinde in de ochtenden om de 15 minuten. Sinds december 2012 was de frequentie in de tegenspitsrichting gehalveerd en kwamen er ook weer leegritten voor. Bij de hervatting van de jaardienst 2014 werd dit door de inkorting van een aantal buslijnen van EBS tot het Buikslotermeerplein weer ongedaan gemaakt.